# Mecysmauchenius segmentatus
Mecysmauchenius segmentatus is een spinnensoort uit de familie Mecysmaucheniidae. De soort komt voor in Chili, Argentinië en de Falklandeilanden.